# Rio Mui
O rio Mui é um curso de água do sul da Etiópia, localizado dentro do Parque Nacional de Omo. Este rio é um afluente do rio Omo, onde desagua pela margem direita nas coordenadas 5° 51'27 "N 35° 58'9"E.